# 리처드 H. 트룰리

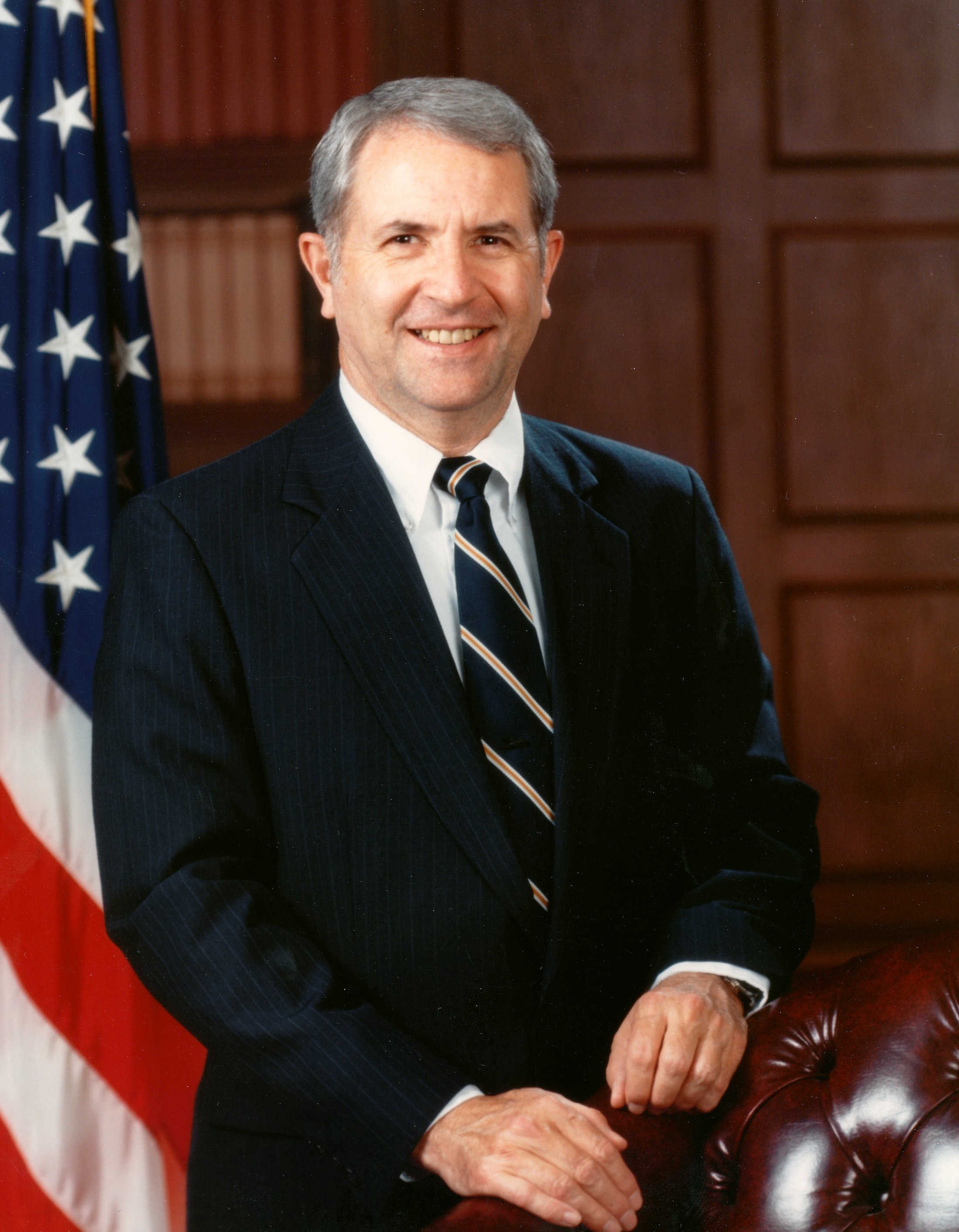

리처드 H. 트룰리(Richard H. Truly, 본명: 리처드 해리슨 트룰리, Richard Harrison Truly, 1937년 11월 12일 ~ 2024년 2월 27일)는 미국의 전투기 조종사, 엔지니어, 우주비행사로 미국 해군 중장과 미국 항공 우주국(NASA)의 제8대 행정관을 역임했다. 1989년부터 1992년까지. 그는 우주국을 이끄는 최초의 전직 우주 비행사였다.
NASA를 떠난 후 그는 1992년부터 1997년까지 조지아 기술 연구소(Georgia Tech Research Institute)를 이끌었고, 1997년부터 2005년까지 국립재생에너지연구소(National Renewable Energy Laboratory)를 이끌었다.